# Nintendo Switch Online
Nintendo Switch Online is de derde online dienst van Nintendo na Nintendo Network. Deze betaalde dienst biedt online gaming op de Nintendo Switch. Enkele functies van de dienst zijn online multiplayer, cloudopslag, voicechat via een app en toegang tot spellen van de NES, SNES en Game Boy.

## Beschrijving
Nintendo Switch Online startte op 19 september 2018 en is Nintendo's derde online dienst. Men kondigde de dienst aan in januari 2017 met een releasedatum voor 3 maart 2017. Halverwege 2017 werd echter aangekondigd dat de dienst was vertraagd tot 2018.
In december 2018 werd bekendgemaakt dat Nintendo Switch Online werd gebruikt door acht miljoen gamers. In september 2020 had de dienst ruim 26 miljoen leden.
Vanaf 25 oktober 2021 werd de dienst uitgebreid met het Nintendo Switch Online + Uitbreidingspakket, wat spellen van de Nintendo 64, Sega Mega Drive en Game Boy Advance toevoegde aan de service. Ook maken de uitbreidingen: Happy Home Paradise, Octo Expansion en Circuit-uitbreidingspas voor de spellen: Animal Crossing: New Horizons, Splatoon 2 en Mario Kart 8 Deluxe deel uit van het Uitbreidingspakket. Nintendo verhoogde de prijs van Nintendo Switch Online + Uitbreidingspakket van €19,99 (de prijs van een jaarabonnement van Nintendo Switch Online, zonder het Uitbreidingspakket) naar €39,99, wat leidde tot veel kritiek van fans.
In september 2021 maakte Nintendo bekend dat de dienst ruim 32 miljoen abonnees heeft.

## Ontvangst
In recensies werd de online dienst gemengd ontvangen. Men prees de relatief lage kosten in verhouding tot andere diensten. Kritiek was er op de app, het beperkte aanbod van NES- en SNES-spellen, het kleine aantal spellen dat cloudopslag ondersteunt, en het ontbreken van dedicated servers.